# Монро (окръг, Тенеси)
Вижте пояснителната страница за други значения на Монро.
Окръг Монро (на английски: Monroe County) е окръг в щата Тенеси, Съединени американски щати. Площта му е 1691 km², а населението – 38 961 души (2000). Административен център е град Мадисънвил.